# Jump (canción de Madonna)
«Jump» es una canción de la artista estadounidense Madonna, que se encuentra en su décimo álbum de estudio Confessions on a Dance Floor. Compuesta por Madonna, Stuart Price y Joe Henry, se suponía que el tema sería el tercer sencillo del disco. Sin embargo, debido a que se decidió que el tercer sencillo sería «Get Together», «Jump» se lanzó como el cuarto y último sencillo el 31 de octubre de 2006 por la compañía discográfica Warner Bros. Records. La canción incorpora elementos de la música techno a modo de tributo a Pet Shop Boys. Madonna canta en su registro más grave en la canción. Su letra habla sobre la autonomía y la autoestima cuando se busca comenzar una nueva relación.
La crítica contemporánea elogió la canción y su temática. Se la comparó con la música de Madonna en la década de 1980 y su semejanza a un himno de las discotecas. El tema ingresó a los diez primeros lugares de las listas de algunos países de Europa y alcanzó el primer puesto en Italia y Hungría. En los Estados Unidos, «Jump» ingresó en numerosas listas de música dance de Billboard.
En su vídeo musical, Madonna usó una peluca rubia y un traje de cuero. Se filmó en Tokio durante una pausa en su gira de 2006 Confessions Tour. Madonna cantó el tema de espaldas a señales de neón. En el vídeo también pueden apreciarse bailarines que hacían demostraciones de parkour. Esto se incorporó a las presentaciones de su gira, en la que la cantante y los bailarines saltaban repetidamente sobre el escenario, mientras se cantaba la canción.

## Contexto y descripción
Originalmente, «Jump» sería lanzado como el tercer sencillo del álbum. Sin embargo, la canción «Get Together» se eligió en su lugar, para que coincidiera con el comienzo de la gira de Madonna Confessions Tour (2006). La decisión también se vio apoyada por el hecho de que «Get Together» fue el tercer sencillo en formato digital más vendido del álbum Confessions on a Dance Floor. Sus ventas en este formato ascendían a 20 000 en aquel entonces, mientras que las de «Jump» eran solamente 9000. Por esto, «Get Together» se eligió como el tercer sencillo. El 12 de julio de 2006, Billboard confirmó que «Jump» sería el cuarto sencillo del disco.
En cuanto a su música, la canción está inspirada en el synthpop de la década de 1980. Esencialmente un himno de discoteca, en la canción Madonna canta usando un registro grave. Incorpora además la música techno tocada en las discotecas de Ibiza, según Entertainment Weekly. Según About.com, la introducción es un tributo a la canción de 1984 «West End Girls», de Pet Shop Boys. Posee un compás de 4/4 con un tempo y groove moderadamente rápido y se interpreta a 126 pulsaciones por minuto. Está compuesta en la tonalidad de do mayor. La voz de Madonna abarca desde la nota re3 a la4. Su progresión armónica consiste en mi-mi menor-la para las estrofas y do-re-mi en el estribillo. La letra habla sobre la autoestima y la necesidad de seguir adelante. Además, refleja el cambio de estilo de Madonna con respecto a sus sencillos anteriores, ya que se focaliza en la autosuficiencia. El verso «I can make it alone» («Puedo hacerlo sola») refleja este cambio. La letra de «Jump» se comparó con la de su tema «Keep It Together» (1990), del álbum Like a Prayer (1989). Sin embargo, la diferencia entre ambas radica en que «Jump» se concentra más en la potencial búsqueda de un nuevo amor que en los valores familiares.

## Recepción de la crítica
Keith Caulfield de Billboard elogió la temática de «autocapacitación» de la canción y añadió que «es un tema de pop palpitante que tiene un mensaje positivo universal sobre creer en ti mismo». Según la BBC, «"Jump" patea al oyente hacia principios de [la década de] 1980». En su reseña del álbum, Alan Braidwood de la misma publicación llamó al tema «letalmente atrapante» y lo consideró uno de los puntos sobresalientes del disco. Jennifer Vineyard de MTV consideró que «Jump» suena como una secuela del sencillo de Madonna  «Keep It Together» (1990). Jon Pareles de The New York Times comentó en su reseña de Confessions on a Dance Floor que «el lado sombrío [de Madonna] suena mejor en "Jump", acerca de la urgencia de seguir adelante». Sal Cinquemani de Slant Magazine comentó que la canción es un «himno de discoteca rasposo que no hubiera sonado fuera de lugar en Erotica (1992) [y] enseña el registro más grave [de Madonna]». David Browne de Entertainment Weekly la llamó, junto al sencillo anterior, «Get Together», de naturaleza fluida. Thomas Inskeep de la revista Stylus comentó que «casi la totalidad de "Jump" suena para estos oídos como un homenaje a Pet Shop Boys». Matt Zakosek de The Chicago Maroon comentó: «Los temas sobresalientes aquí son "Jump" y "Push", que suenan similares a la Madonna de 1980, como probablemente la veamos otra vez. La letra de "Jump" es alegre, recuerda a la Madonna divertida, con mente comunitaria de True Blue (1986) y Like a Prayer (1989)». Diego Costa de UMM Post mencionó que «Jump» posee «una introducción hablada mandona, algo sádica, simplemente como en "Erotica", así que ¿quién puede resistirse?». Margaret Moser de The Austin Chronicle la llamó «seductora y atractiva». Bill Lamb de About.com la consideró uno de los mejores temas del álbum. Jason Shawhan, del mismo sitio web, comparó la secuencia y la transición entre «Jump» y «Forbidden Love» a los discos de la década de 1970 de artistas como Donna Summer, Pte Bellote y Giorgio Moroder.

## Recepción comercial

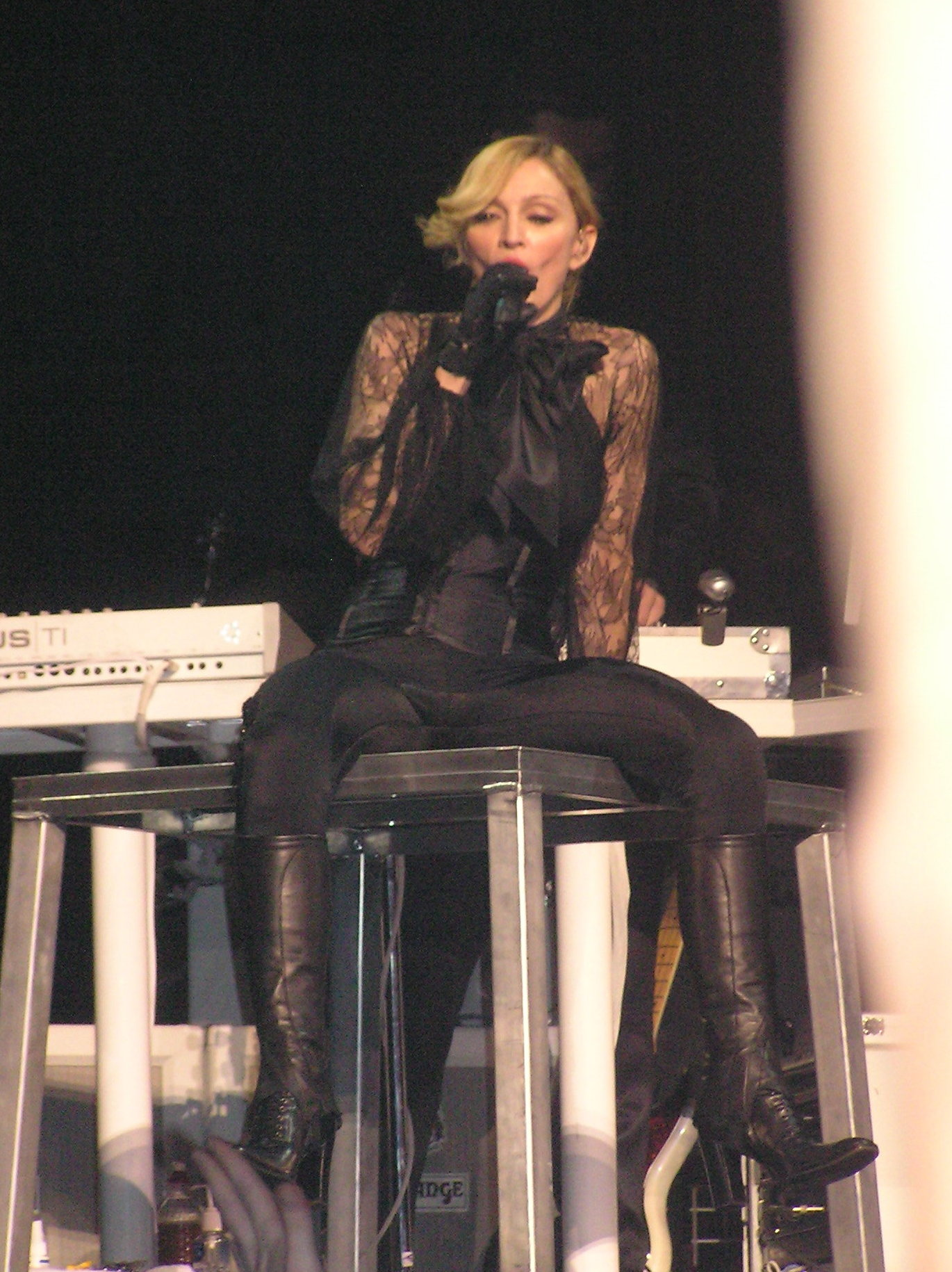
Madonna interpretando «Jump» en el Confessions Tour de 2006.

En los Estados Unidos, la canción se orientó a las radios de Adult contemporary y Hot adult contemporary. La discográfica Warner Bros. quiso hacer del tema un éxito en estos formatos, antes de que intentara llevarla a los cuarenta mejores de las emisoras de radio de éxitos contemporáneos. Sin embargo, la canción alcanzó su posición máxima en el puesto veintiuno en la lista de Billboard para este género el 27 de enero de 2007. Se usó además en la banda sonora de la película de 2006 The Devil Wears Prada y recibió poca difusión en dicho tipo de emisoras de radio. Tras su lanzamiento en iTunes, la canción ascendió en la lista Bubbling Under Hot 100 Singles hasta el puesto número cinco, aunque no llegó a otro puesto más alto allí y no ingresó al Billboard Hot 100. Se convirtió en el 37.º sencillo número uno de Madonna en la lista Dance/Club Play Songs, y en el séptimo en la lista Hot 100 Singles Sales. La canción vendió 31 000 copias digitales y 8000 sencillos en formato físico en Estados Unidos según Nielsen SoundScan. También fue su cuarto sencillo número uno consecutivo en la lista Dance Airplay.
En el Reino Unido, «Jump» debutó en el puesto número cincuenta y nueve en su lista de sencillos y alcanzó una posición máxima en el noveno lugar la semana siguiente; de esta manera se convirtió en el cuarto sencillo perteneciente a Confessions on a Dance Floor en ingresar a las diez primeras posiciones de dicha lista. En Australia, debutó en el puesto veintinueve, su máxima posición alcanzada allí. En Italia, «Jump» fue el tercer sencillo número uno del álbum y permaneció en los diez primeros por trece semanas consecutivas. En cuanto a otros países europeos, «Jump» llegó a los diez mejores en Dinamarca, Finlandia, Países Bajos y España e ingresó al Top 40 en Austria, Bélgica (Flandes y Valonia), Alemania, Irlanda, Suecia y Suiza.

## Vídeo musical

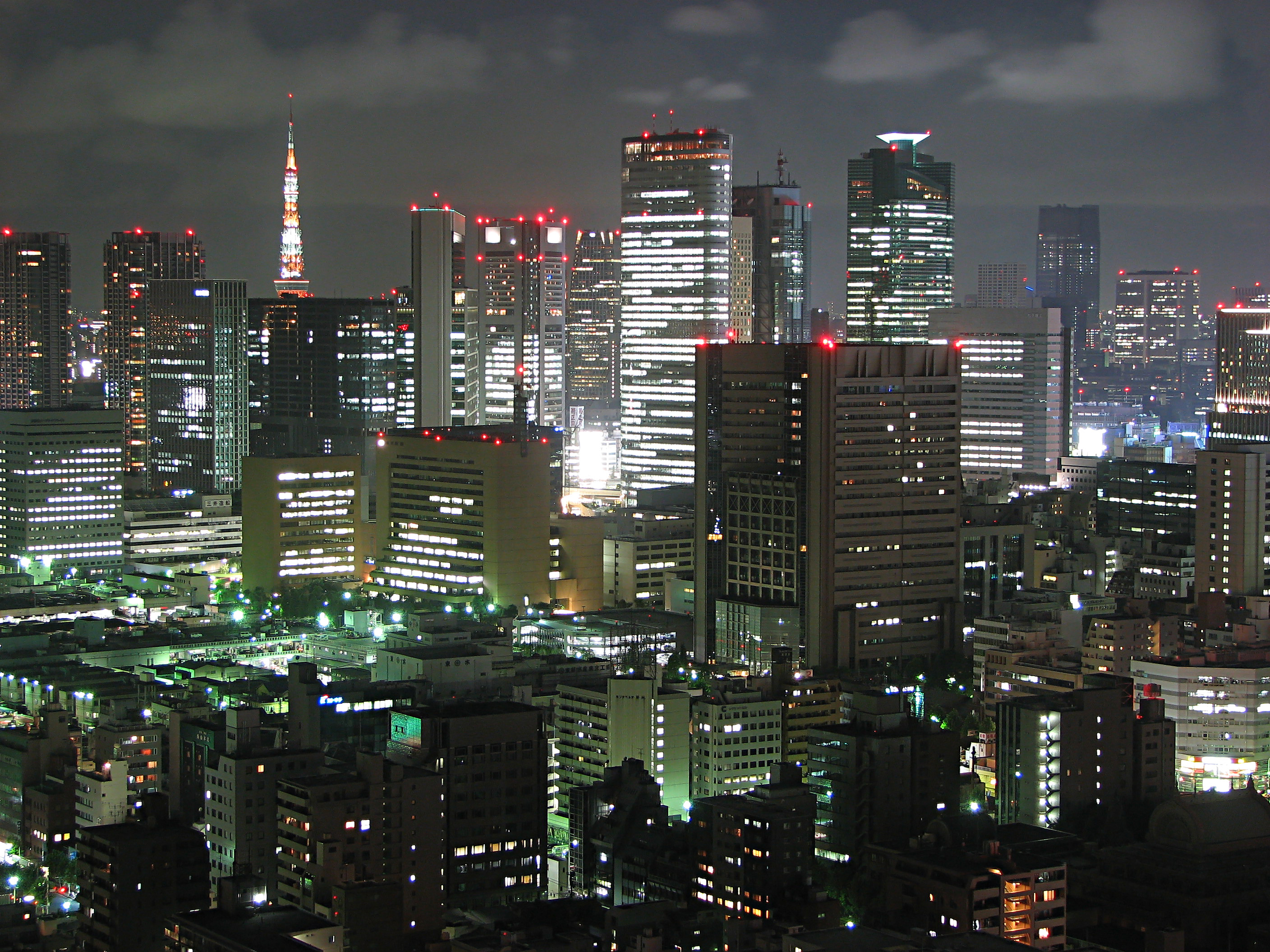
El vídeo musical se filmó en Tokio, Japón.

Hacia el final de su gira Confessions Tour en Japón, Madonna hizo un espacio en su programa para filmar un vídeo para «Jump». La filmación tuvo lugar en muchos lugares exteriores en Tokio, como así en un estudio de sonido. Madonna y el estilista Andy LeCompte decidieron llevar su apariencia a otro nivel y ella usó una peluca rubia en el vídeo. La artista la usó luego en las dos últimas presentaciones de la gira. Se elogió la apariencia de la cantante con la peluca; los críticos la llamaron «su reinvención más elegante y confiada hasta la fecha». Junto a esto, Madonna usó un traje negro de cuero, sobre el cual Entertainment Weekly comentó que acentuaba su «cuerpo tonificado». En el vídeo se pueden apreciar demostraciones de la disciplina física conocida como parkour y el artista Sebastian Foucan realizó una rutina de la misma en edificios de la ciudad japonesa.
El vídeo comienza mostrando los rascacielos de la ciudad y los deportistas se encuentran en sus terrazas. Cuando comienza la introducción hablada, se muestra a Madonna con su peluca corta bailando de espaldas a numerosos carteles de neón, cuyos signos consisten en las palabras «Madonna» y «Jump» escritos en japonés. La canción continúa y los deportistas saltan desde los edificios y corren por las calles de la ciudad. La artista baila al compás de la música y gira alrededor de una valla de metal ubicada detrás de ella. Antes del último estribillo, los bailarines cesan sus rutinas de parkour y se detienen ante un poste de luz. Cuando el estribillo comienza, se une a Foucan Levi Meeuwenberg y Exo, quienes continúan su trayecto en los edificios. El vídeo finaliza con Madonna estirando sus brazos y un plano del cielo de Tokio en la tarde.

## Interpretaciones en directo

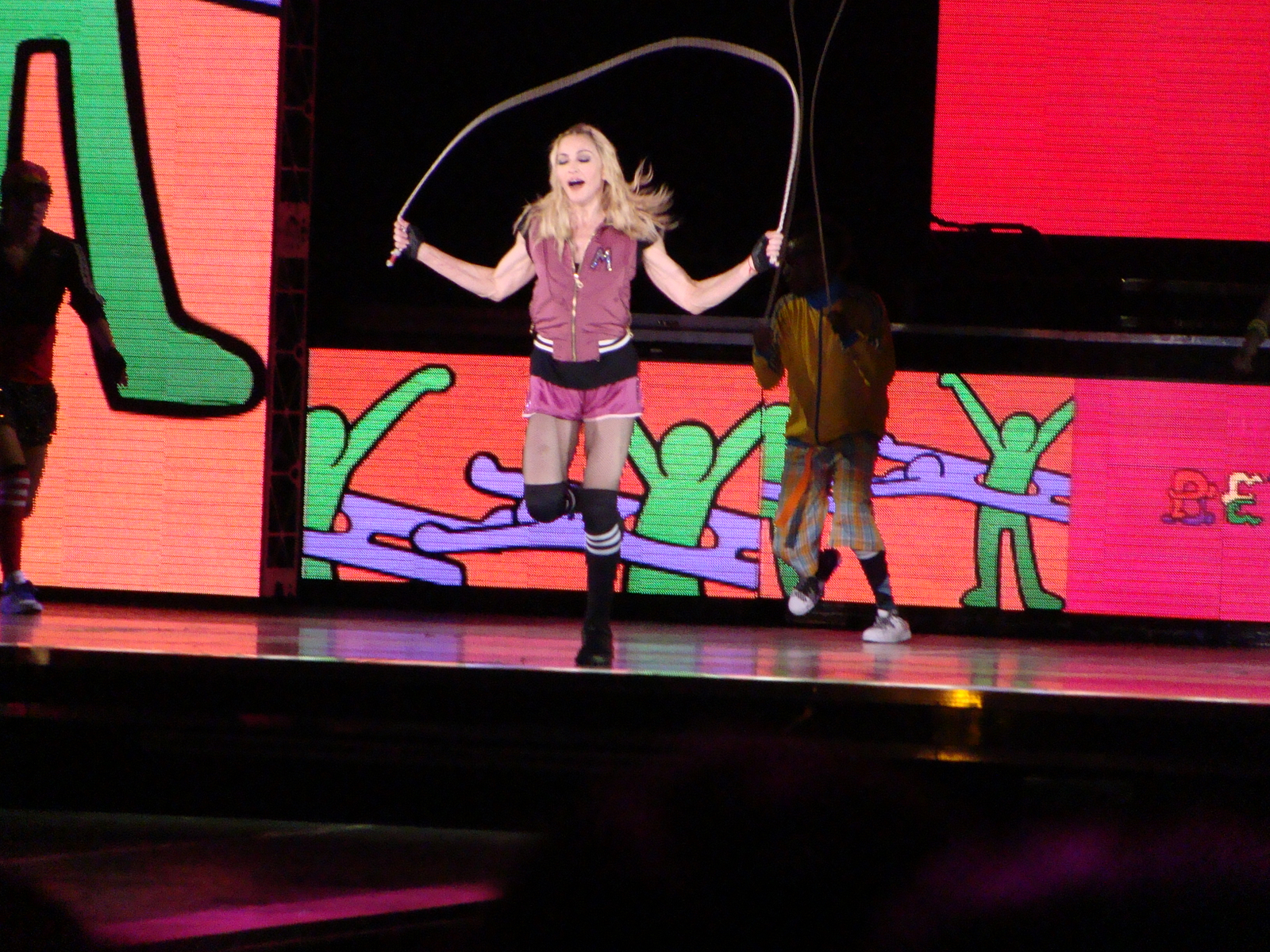
Madonna incluyó elementos de «Jump» durante la interpretación de «Into The Groove» en su gira Sticky & Sweet Tour (2008-09).

Madonna interpretó la canción como parte de las campañas promocionales para el álbum Confessions on a Dance Floor en discotecas de Londres, entre las que se incluyen Koko Club y G-A-Y. En dichos espectáculos, Madonna emergía de una bola brillante vestida con una chaqueta violeta y botas hasta la rodilla. En la gira Confessions Tour, la canción era la cuarta en tocarse en los conciertos y era parte del segmento «equino» del espectáculo. Madonna usó un leotardo ajustado a la piel que le cubría todo el cuerpo. Cuando finalizó la interpretación de «Like a Virgin», se sentó en una plataforma y anunció: «¡Damas y caballeros! Gracias por venir a nuestro espectáculo. La noche es joven y el concierto acaba de comenzar». Se instaló en el escenario una enorme variedad de vallas metálicas y equipamiento gimnástico. Madonna empezaba a cantar la canción mientras sus bailarines corrían y realizaban sus rutinas de parkour. Madonna trepaba las paredes para cantar la canción y realizaba poses. A medida que se acercaba el último estribillo, regresaba al frente del escenario y realizaba poses en las vallas de metal. Luego, giraba en ellas mientras los bailarines seguían con su gimnasia. La interpretación finaliza con la desaparición de Madonna y los bailarines realizando unas acrobacias finales antes de que las luces se apaguen. La canción también se interpretó en la gira Sticky & Sweet Tour, donde se incluían samples de la misma en la interpretación de «Into the Groove», durante la cual Madonna realizaba acrobacias en el aire.
Sobre las actuaciones de la gira Confessions Tour, Sal Cinquemani de Slant Magazine comentó que las demostraciones de parkour del espectáculo fueron «realmente asombrosas». Thomas Inksweep de la revista Stylus opinó que «"Jump" es francamente sensacional. Por cierto, no es tan diferente de la versión que se encuentra en Dance Floor, pero es tan malditamente emocionante que, para comenzar, ¿por qué contradecirla?». Bill Lamb de About.com comentó que «Jump» es la mejor interpretación de la gira. El tema se incluyó en el CD y en el DVD del álbum en directo The Confessions Tour.

## Lista de canciones
| Sencillo en CD publicado en Europa y el Reino Unido |                                      |          |  |
| N.º                                                 | Título                               | Duración |  |
| 1.                                                  | «Jump» (versión del álbum)           | 3:59     |  |
| 2.                                                  | «Jump» (versión extendida del álbum) | 5:09     |  |

| Segundo sencillo en CD publicado en el Reino Unido |                                         |          |  |
| N.º                                                | Título                                  | Duración |  |
| 1.                                                 | «Jump» (versión del radio)              | 3:22     |  |
| 2.                                                 | «Jump» (Junior Sánchez's Misshapes Mix) | 6:49     |  |
| 3.                                                 | «History»                               | 5:55     |  |

| Edición 2x12" de Estados Unidos y Europa |                                         |          |  |
| N.º                                      | Título                                  | Duración |  |
| 1.                                       | «Jump» (Jacques Lu Cont Mix)            | 7:47     |  |
| 2.                                       | «Jump» (versión del álbum)              | 3:59     |  |
| 3.                                       | «Jump» (versión extendida del álbum)    | 5:09     |  |
| 4.                                       | «Jump» (Axwell Remix)                   | 6:38     |  |
| 5.                                       | «Jump» (Junior Sanchez's-Misshapes Mix) | 6:49     |  |
| 6.                                       | «History»                               | 5:54     |  |
| 7.                                       | «Jump» (versión del radio)              | 3:22     |  |

| Maxisencillo publicado en Canadá y Estados Unidos |                                         |          |  |
| N.º                                               | Título                                  | Duración |  |
| 1.                                                | «Jump» (versión del radio)              | 3:22     |  |
| 2.                                                | «Jump» (Jacques Lu Cont Mix)            | 7:47     |  |
| 3.                                                | «Jump» (Axwell Remix)                   | 6:38     |  |
| 4.                                                | «Jump» (Junior Sanchez's-Misshapes Mix) | 6:49     |  |
| 5.                                                | «Jump» (versión extendida del álbum)    | 5:09     |  |
| 6.                                                | «History»                               | 5:54     |  |

| Edición vinilo de 12" publicado en el Reino Unido |                                      |          |  |
| N.º                                               | Título                               | Duración |  |
| 1.                                                | «Jump» (Jacques Lu Cont Mix)         | 7:47     |  |
| 2.                                                | «Jump» (versión extendida del álbum) | 5:09     |  |
| 3.                                                | «History»                            | 5:55     |  |

## Posición en las listas
| País (Lista 2006)                               | Mejor posición |
| ----------------------------------------------- | -------------- |
| Alemania                                        | 23             |
| Australia                                       | 29             |
| Austria                                         | 20             |
| Bélgica Flandes                                 | 18             |
| Bélgica Valonia                                 | 27             |
| Canadá                                          | 7              |
| Dinamarca                                       | 7              |
| España                                          | 3              |
| Estados Unidos (Bubbling Under Hot 100 Singles) | 5              |
| Estados Unidos (Dance/Club Play Songs)          | 1              |
| Estados Unidos (Hot Adult Contemporary Tracks)  | 21             |
| Estados Unidos (Dance Airplay)                  | 1              |
| Estados Unidos (Hot 100 Singles Sales)          | 1              |
| Finlandia                                       | 2              |
| Hungría                                         | 1              |
| Irlanda                                         | 19             |
| Italia                                          | 1              |
| Países Bajos                                    | 5              |
| Reino Unido                                     | 9              |
| República Checa                                 | 20             |
| Suecia                                          | 40             |
| Suiza                                           | 21             |
| Unión Europea                                   | 19             |
| Venezuela                                       | 15             |

| País (Lista 2006)                  | Posición |
| ---------------------------------- | -------- |
| Estados Unidos (Hot Dance Airplay) | 16       |
| Estados Unidos (Hot Singles Sales) | 69       |

## Créditos y personal
- Cantante principal: Madonna
- Compositores: Madonna, Joe Henry y Stuart Price
- Productores: Madonna y Stuart Price
- Grabación: Stuart Price en Shirland Road
- Asistente de ingeniería: Alex Dromgode
- Mezcla: Mark «Spike» Stent
- Masterización: Brian «Big Bass» Gardner

Fuente: Discogs.